# Heartbreak Hotel (Elvis Presley)
Heartbreak Hotel è un brano musicale del cantante rock statunitense Elvis Presley, pubblicato il 27 gennaio 1956 dall'etichetta discografica RCA Records nel singolo Heartbreak Hotel/I Was the One.
La canzone è stata scritta da Mae Axton e Tommy Durden ed è stata suonata e cantata in diretta TV per la prima volta nel Febbraio del 1956, negli studi del programma Dorsey Brothers Stage Show. Altre famose esibizioni sono quelle condotte all'Ed Sullivan Show.
Nel giro di appena due mesi il brano raggiunse il 1º posto nella prestigiosa classifica americana US Biliboard Top 100 ed il 2º posto nella classifica britannica UK Singles Chart (divenendo a tutti gli effetti il primo brano a rilevanza "transoceanica" del cantante di Tupelo).
Brano che, inoltre, divenne un must delle esibizioni live di Elvis tra il 1956 ed il 1977, anno della sua prematura scomparsa.
Nel 2004 la canzone è stata inserita alla posizione numero 45 nella lista delle 500 migliori canzoni di sempre redatta dalla rivista Rolling Stone.

## Il brano

### Origine e storia
Ispirati dalla notizia (si suppone pubblicata sul quotidiano The Miami Herald) del suicidio di un giovane uomo che, prima di lanciarsi dalla finestra di un hotel,  aveva lasciato un biglietto d'addio con scritto "I walk a lonely street" ("Cammino in una strada solitaria"), i compositori Tommy Durden, all'epoca chitarrista del gruppo "Smiling Jack Herring and his Swing Billies", e Mae Boren Axton, insegnante di scuola a Jacksonville, Florida, scrissero Heartbreak Hotel in appena trenta minuti nel 1955.
Certa che la canzone sarebbe stata un successo, la Axton (che pochi mesi prima aveva giá incontrato Elvis per una intervista) la propose all'allora manager di Presley, Bob Neal, e insistette che sarebbe diventata il primo successo da 1 milione di copie per Elvis. Il 10 novembre 1955, appena sentita la canzone per la prima volta, Elvis accettò di registrare il brano. La Axton offrì a Presley un terzo dei diritti d'autore sulla composizione, a patto che il cantante la incidesse come suo primo singolo per la nuova etichetta RCA Records.

### Registrazione
La canzone fu la seconda incisa da Presley agli studi RCA Victor il 10 gennaio 1956 durante la prima seduta di registrazione nello studio situato al n. 1525 di McGavock Street a Nashville. Elvis arrivò allo studio con la canzone pronta da incidere senza aver sottoposto il brano all'approvazione dei supervisori della RCA, e anche se il produttore della seduta Steve Sholes era preoccupato, Presley incise il brano con una tale convinzione che ogni dubbio sparì ben presto dalla faccia di tutti. Diversamente altri dirigenti della RCA Victor non credevano nella canzone, specialmente dopo aver sentito che non assomigliava a niente di quello che Elvis aveva precedentemente registrato alla Sun Records. Oltre all'accompagnamento della sua band abituale formata da Scotty Moore, Bill Black, e D. J. Fontana, Presley fu affiancato anche da Chet Atkins alla chitarra e da Floyd Cramer al pianoforte.
Il brano venne registrato con una considerevole dose di effetto eco, nel tentativo di ricreare le atmosfere delle incisioni effettuate da Presley alla Sun.

## Cover
- 1956 - The Cadets
- 1975 - John Cale ne fece una versione alquanto stravolta nel suo album del 1975 Slow Dazzle, già proposta nel live collettivo June 1, 1974
- 1979 - Willie Nelson e Leon Russell
- 1985-1986 Hollywood Rose - Guns n' Roses
- 1994 - I Lynyrd Skynyrd ne eseguirono una versione acustica sull'album Endangered Species
- 2018 - Mina nell'album Maeba
- L'ex wrestler e attore The Rock era famoso per cantare la sua versione del brano, re-intitolato Smackdown Hotel, durante la sua carriera sul ring.

## Curiosità
- Esiste un vero hotel chiamato "Heartbreak Hotel" in onore della canzone.[4] L'albergo è situato in una via vicino alla residenza di Presley, Graceland,[4] a Memphis, Tennessee. L'edificio conta di 128 camere e trasmette via cavo i film di Presley 24 ore su 24.
- La prima esibizione televisiva di "Heartbreak Hotel" fu eseguita da Elvis e dalla sua band con degli strumenti ricevuti in prestito dalla Dorsey Orchestra, in quanto i loro erano stati giá spediti in Florida in vista dell'imminente tour musicale.